# Austroposeidon
Austroposeidon magnificus
Genre
Espèce
Austroposeidon est un genre éteint de dinosaures sauropodes, un titanosaure ayant vécu au Crétacé supérieur au Brésil. 
Une seule espèce est rattachée au genre, Austroposeidon magnificus. Elle a été décrite en 2016 par Kamila L. N. Bandeira, Felipe Medeiros Simbras, Elaine Batista Machado, Diogenes de Almeida Campos, Gustavo R. Oliveira et Alexander W. A. Kellner.

## Découverte
Austroposeidon n'est connu que par un seul spécimen, répertorié MCT 1628-R. Il a été découvert en 1953 par le paléontologue Llewellyn Ivor Price et conservé dans les collections du musée de Sciences naturelles de Rio de Janeiro. Il n'a été décrit qu'en 2016 par Kamila Bandeira et ses collègues,. Il provient de la formation géologique de Presidente Prudente du groupe de Bauru au Brésil, dans l'état de São Paulo. Cette formation est datée de la fin du Crétacé supérieur, du Campanien au Maastrichtien, soit il y a environ entre 83,6 et 66,0 millions d'années. Les restes fossiles sont composés de fragments de vertèbres cervicales (avec une côte cervicale), dorsales (dont une complète) et sacrées. L'animal a été fossilisé dans des sables fins d'un delta de rupture de levée dans une plaine d’inondation,.

## Étymologie
Le nom de genre Austroposeidon combine le mot austro, du latin Auster, « vent du Sud », pour indiquer que le fossile a été trouvé en Amérique du Sud, et le mot poseidon, qui fait référence au dieu grec de la mer et des océans, ainsi que des tremblements de terre Poséidon. Le nom d'espèce magnificus, « imposant », « grandiose », rappelle la taille importante de l'animal. 

## Description
Austroposeidon est un grand sauropode. Le seul spécimen connu est un adulte avec une longueur totale d'environ 25 mètres. C'est le plus grand dinosaure découvert au Brésil.
Plusieurs caractères indiquent qu'Austroposeidon appartient au titanosaures : les articulations hyposphène-hypantrum (en) ne sont pas présentes sur les vertèbres et les vertèbres cervicales et dorsales n'ont pas de processus épineux fourchu. La structure des vertèbres est pneumatisée par de nombreuses petites pleurocèles (cavités d'air).
Les inventeurs du genre ont distingué le genre Austroposeidon par différentes autapomorphies sur les vertèbres.
Une tomodensitométrie a montré que la structure osseuse des vertèbres est composée d'une alternance d'anneaux de croissance, de tissus denses et de tissus poreux pneumatisés.

## Classification
L'analyse phylogénétique de 2016 place Austroposeidon dans le clade des Lithostrotia en  groupe frère du clade des Lognkosauria. Une version révisée, à la suite de la redescription d'Uberabatitan, a été publiée par J. C. G. Silva et ses collègues en 2019. Les seuls changements significatifs est le déplacement d'Uberabatitan et Brasilotitan des Saltasaurinae vers les Aeolosaurini.
- Titanosauria
  - Andesaurus
  - Lithostrotia
    - 
      - 
        - Rukwatitan
        - Malawisaurus

      - 
        - Puertasaurus
        - 
          - Austroposeidon
          - Lognkosauria
            - Mendozasaurus
            - Futalognkosaurus

    - 
      - Quetecsaurus
      - 
        - Isisaurus
        - 
          - Epachthosaurus
          - 
            - Pellegrinisaurus
            - 
              - 
                - Maxakalisaurus
                - Tapuiasaurus
                - Trigonosaurus

              - 
                - Lirainosaurus
                - 
                  - Ampelosaurus
                  - Bonitasaura
                  - Dreadnoughtus
                  - Saltasauridae
                    - 
                      - Alamosaurus
                      - Opisthocoelicaudia

                    - Saltasaurinae
                      - Neuquensaurus
                      - 
                        - Rocasaurus
                        - Saltasaurus

                  - Aeolosaurini
                    - Rapetosaurus
                    - 
                      - Brasilotitan
                      - Uberabatitan
                      - 
                        - 
                          - Aeolosaurus maximus
                          - Rinconsauria
                            - Muyelensaurus
                            - Rinconsaurus

                        - 
                          - Overosaurus
                          - 
                            - Gondwanatitan
                            - Aeolosaurus colhuehuapensis
                            - Aeolosaurus rionegrinus